# 戴昌鳳
戴昌鳳（1956年5月30日—） ，台灣海洋學學者，台大海洋研究所教授。多年來致力於海洋生物相關研究，潛水足跡遍及臺灣、北方三島、東沙、南沙太平島及世界各大洋等，為台灣珊瑚礁生態研究先驅，著有學術論文兩百餘篇，專書十餘冊。

## 生平
1956年生於新竹縣，大學時期參與台灣首批休閒潛水訓練。1979年就讀台灣大學海洋研究所碩士班時開始，就與時任所長楊榮宗博士從事墾丁海域的珊瑚生態研究，而後獲公費留學並於1988年完成美國耶魯大學生物學博士學位，隨即返國任教，曾任國立台灣大學海洋研究所所長與台灣珊瑚礁學會理事長，致力於推廣珊瑚礁研究與保育。

## 事蹟
世界海洋物種名錄（World Register of Marine Species）有關石珊瑚目（Scleractinia）的32科之中, 瓣葉珊瑚科（Lobophylliidae）以及圓星珊瑚科（Plesiastreidae），為根據其分類學研究所命名，占21世紀後全球研究的四分之一。
紀錄台灣海域石珊瑚類共558種，包含淺海珊瑚450種及深海珊瑚108種，並在2009年出版台灣第一本珊瑚圖鑑，而後持續更深入的研究，在2020年出版世界第一本同時包含淺海和深海石珊瑚的圖鑑。
調查墾丁國家公園海域八放珊瑚的生物多樣性，共發現212種八放珊瑚分佈，其中還包含7個新種: 「墾丁羽珊瑚」、「南灣雪花珊瑚」、「南灣葇荑軟珊瑚」、「墾丁肉質軟珊瑚」、「歐德雷厚葉軟珊瑚」、「砂島錦花軟珊瑚」及「恆春骨穗軟珊瑚」。
於1998年調查桃園海岸的礁體，首次確認該礁體並非珊瑚礁，而是罕見的藻礁。

## 著作
- 珊瑚與珊瑚礁，內政部營建署墾丁國家公園管理處 （1987）
- 墾丁國家公園海洋奇觀攝影集，內政部營建署墾丁國家公園管理處 （1993）
- 台灣的珊瑚礁，遠足文化 （2002）
- 台灣的海洋，遠足文化 （2003）
- 墾丁國家公園珊瑚之美，內政部營建署墾丁國家公園管理處 （2003）
- 台灣珊瑚礁圖鑑（全新美耐版），貓頭鷹出版社 （2009）
- 墾丁國家公園珊瑚與珊瑚礁 （2009）
- 桃園觀音藻礁生態解說手冊，臺灣中油股份有限公司液化天然氣工程處 （2009） [15]
- 鹽寮灣海洋生態解說手冊，台灣珊瑚礁學會 （2010）
- 野柳地質公園海洋生態解說手冊，交通部觀光局（2010）
- 台灣珊瑚礁地圖上 台灣本島篇，天下文化 （2011）
- 台灣珊瑚礁地圖下 離島篇，天下文化 （2011）
- 東沙珊瑚生態圖鑑（軟精裝），內政部營建署墾丁國家公園管理處 （2013）
- 台灣區域海洋學，國立台灣大學 （2014） [16]
- 東沙八放珊瑚生態圖鑑（軟精裝），內政部營建署墾丁國家公園管理處 （2017）

- 墾丁國家公園八放珊瑚圖鑑，墾丁國家公園 （2019）
- 台灣珊瑚全圖鑑（上）: 石珊瑚，貓頭鷹出版社 （2020）